# Yainville
 Yainville  es una población y comuna francesa, en la región de Normandía, departamento de Sena Marítimo, en el distrito de Ruan y cantón de Duclair.

## Demografía
| 204 | 238 | 237 | 261 | 234 | 251 | 210 | 286 | 240 | 229 | 224 | 260 | 249 | 226 | 224 | 261 | 287 | 281 | 275 | 241 | 214 | 265 | 258 | 350 | 347 | 340 | 616 | 883 | 993 | 1117 | 1246 | 1135 | 1181 | 1153 | 1096 | 1105 | 1114 | 1123 | 1111 | 1106 | 1094 | 1082 | 1070 |
| Para los censos de 1962 a 1999 la población legal corresponde a la población sin duplicidades (Fuente: INSEE [Consultar]) |     |     |     |     |     |     |     |     |     |     |     |     |     |     |     |     |     |     |     |     |     |     |     |     |     |     |     |     |      |      |      |      |      |      |      |      |      |      |      |      |      |      |